# Kazimiera Proczek
Kazimiera Proczek, także Kazimiera Proczkówna (ur. 1867 w Połocku, zm. 22 września 1926 w Warszawie) – działaczka społeczna i katolicka, pedagog, publicystka, feministka, założycielka szkół i towarzystw społecznych. 

## Życiorys
Kazimiera Proczek była córką Wincentego Proczka i Teresy z Podobiedów. Po ukończeniu szkoły wstąpiła do bezhabitowego zgromadzenia sióstr Posłanniczek Najświętszego Serca Jezusowego, przyjmując w nim imię Maria. Była stypendystką i bliską współpracownicą Cecylii Plater-Zyberkówny. W 1888 podjęła pracę w szkołach Plater-Zyberkówny: przy ul. Pięknej 24 w Warszawie, później także w Szkole Żeńskiej Gospodarstwa Wiejskiego w Chyliczkach.
Od 1906 była członkiem Sekcji Szkolnej Polskiej Macierzy Szkolnej oraz nauczycielką szkół warszawskich. Od 1907 kierowała w Warszawie przy ul. Brackiej 13 trzyletnimi Kursami Pedagogiczno-Naukowymi kształcącymi na poziomie uniwersyteckim młode kobiety, które po ukończeniu pensji uzupełniały wykształcenie w celu podjęcia pracy nauczycielskiej lub zawodowej.
Ukończyła studia filozoficzne na Uniwersytecie we Fryburgu szwajcarskim. Jej spowiednikiem i opiekunem duchowym na uczelni był bł. Jerzy Matulewicz, który udzielał jej także wsparcia materialnego. W 1918 na Uniwersytecie w Lozannie za rozprawę „Psychologia młodej dziewczyny” uzyskała stopień doktora nauk filozoficznych.
Od roku szkolnego 1921/22 należała do Komisji Ochron Wydziału Szkolnego m.st. Warszawy. W 1921 założyła pierwszy w Polsce Katolicki Uniwersytet Żeński w Warszawie (przy ul. Pięknej 28, od października 1924 przy ul. Senatorskiej 32) i była jego rektorem do przedwczesnej śmierci w 1926 roku. Została pochowana na Cmentarzu Powązkowskim w Warszawie.

## Działalność społeczna
W 1904 wraz z Cecylią Plater-Zyberkówną założyła Katolicki Związek Kobiet Polskich i została jego pierwszą przewodniczącą (1904-1906), aby „podnieść oświatę, moralność i dobrobyt kobiet oraz starać się o rozwiązanie kwestii kobiecej w oparciu o zasady katolickie”. W ramach pracy na rzecz robotników i ich rodzin Związek prowadził pogadanki dla ubogich matek, katechizację dzieci, otworzył na przedmieściu Warszawy mleczarnię dla ludności robotniczej. 
Najważniejszą jednak inicjatywą było przeniesienie na grunt Polski idei ogrodów robotniczych, które propagował wcześniej grudziądzki lekarz homeopata Jan Jalkowski. Kazimiera Proczek zachęcała do tworzenia ogródków na zasadzie bezpłatnych przydziałów bezrobotnym kawałka ziemi do uprawy. Propagowanie udostępniania ziemi przez filantropów było jednym z jej “sposobów zaradzenia nędzy bez dawania jałmużny”. Kilka działek udostępnionych ok. 1900 za rogatkami mokotowskimi stało się zalążkiem utworzonych przez nią w 1902 najstarszych w Warszawie ogródków robotniczych (dzisiejszy ROD im. Obrońców Pokoju). Dyskusji poddawana jest data powstania ogrodów - lata 1898-1900 czy rok 1906, gdy powołano Towarzystwo Ogródków Robotniczych, którego prezesem została Kazimiera Proczek.

## Działalność publicystyczna
Działalność publicystyczna Kazimiery Proczek koncentrowała się na tematyce społecznej i oświatowej. Ważne miejsce zajmowała w niej sytuacja i rola kobiet we współczesnym życiu. Redagowała i wydawała w Warszawie w latach 1909–1913 dwutygodnik kulturalno-społeczny dla kobiet „Przebudzenie” oraz “Polski Łan”, pisała do „Świata Kobiecego”, publikowała w miesięczniku “Prąd”. Jej praca doktorska o psychologii młodej dziewczyny, wydana w języku francuskim, nadal jest cytowana w światowej literaturze psychologicznej.

## Publikacje
- Znaczenie społeczne przemysłu domowego, Gebethner i Wolf, Warszawa 1906
- Sposób zaradzenia nędzy bez dawania jałmużny, Gebethner i Wolf, Warszawa 1907
- Sezonowe wychodźstwo polskie, Polski Łan, 1907, nr 16, s. 141— 143
- Związki robotnic, Polski Łan, 1907, nr 2, s. 17
- Cel i zadania szkoły dzisiejszej, Kraków 1912
- Kilka uwag o nauczaniu wychowawczem, Prąd, Miesięcznik Społeczny i Literacko-Naukowy, Nr 4, Warszawa, kwiecień 1912, s. 28-31
- Czego żądamy w szkole? Odczyt dyskusyjny, Warszawa 1912
- Contribution a la Psychologie de l'adolescente. Lausanne, Imprimorie Centrale, 1918. 184 p. 8^. [12. XII. 17.]  Lausanne. These let. 1917/18. [304]
- Ce que les Parents devraient savoir sur leurs Filles on La Psychologie de l’Adolescente, Lausanne, 1918
- Nauczanie wychowawcze, Pro Christo - Wiara i czyn. Organ młodych katolików. Miesięcznik, rok II, Nr 7 - lipiec 1926, s. 507-513